# Борис Арсић
Борис Арсић (Суботица 12. јул 1984) је фудбалски тренер женског фудбалског клуба Спартак и селектор женске "А" фудбалске репрезентације Србије.

## Каријера

### Играч
1991 – 1995: ПОФШ Палић, Палић

1995 – 2003: ФК Спартак, Суботица

### Тренерска каријера

#### Тренер клуба
Каријеру је започео 2009. године у ЖФК Спартак. У првој такмичарској сезони 2009/10 осваја титулу вицешампиона, а наредних година осваја шампионске титуле.

До сада је обезбедио учешће у 5 квалификација за УЕФА Лигу шампиона за жене (2011/12, 2012/13, 2013/14, 2014/15 и 2015/16), а два пута је успео да се квалификује у 1/16 финала (2012/2013 и 2013/2014).
Поседује УЕФА "А" лиценцу.

#### Тренер репрезентације
2010 — 2012: Тренер женске У-19 репрезентације Србије са којом је изборио пласман на Европско првенство у Турској (2012) и то је био највећи успех женског фудбала Србије.

### Селектор
2015 – Постављен је за селектора женске "А" репрезентације Србије.

## Награде и признања
2011 Признање Удружење фудбалских тренера ФС Војводине Најбољи тренер.

2014 Признање Фудбалског савеза Србије Најбољи тренер

### Освојени трофеји
Освојене шампионске титуле: 2010/2011, 2011/2012, 2012/2013, 2013/2014, 2014/2015.

Победник КУП-а Србије: 2011/2012, 2012/2013, 2013/2014, .